# Anacetrapib
Anacetrapib là một chất ức chế CETP đang được phát triển để điều trị nồng độ cholesterol tăng cao trong nỗ lực ngăn ngừa bệnh tim mạch. Năm 2017 sự phát triển của nó đã bị Merck từ bỏ.

## Bằng chứng
Trong năm 2017, thử nghiệm REVAL anacetrapib đã được chứng minh là làm giảm nguy cơ đau tim lặp lại ở những bệnh nhân có nguy cơ cao bị biến cố mạch vành cấp tính trước đó.